# カウントダウン・ウィズ・キース・オルバーマン
『カウントダウン・ウィズ・キース・オルバーマン』 (Countdown with Keith Olbermann) は、キース・オルバーマンが司会を務める政治論評番組。2003年3月31日から2011年1月21日までMSNBCで放送された後、2011年6月20日よりCurrent TVに移行。平日、アメリカ東部標準時午後8時より放送されている。

## コーナー
- Worst Person in the World とんでもない行動や発言をした3人を選び、"worse"（銅）、"worser"（銀）"worst"（金）のランクをつける。
- Time Marches On! コミカルなニュースを紹介する（MSNBC時代はOddball）。
- Special Comments オルバーマンによる論説。